# Neoextractivismo
El neoextractivismo es una modalidad de acumulación que empieza a fraguarse masivamente hace 500 años, cuyos antecedentes se encuentran en el extractivismo convencional; al igual que éste, se orienta hacia las actividades de explotación y extracción de recursos naturales dirigidos principalmente a la exportación, sin embargo, se diferencian por la participación del Estado en dichos procesos. 
El extractivismo no es una fase más del capitalismo ni un problema de ciertas economías subdesarrolladas, sino que constituye un rasgo estructural del capitalismo como economía-mundo, siendo el producto histórico-geopolítico de la diferenciación-jerarquización originaria entre territorios coloniales y metrópolis imperiales; los cuales eran pensados como meros espacios de saqueo y expolio para el aprovisionamiento de los otros.
Dicho modelo ha sido herencia directa del colonialismo en el mundo, donde se forzaba a los nuevos territorios a entrar en una economía mundial donde los países colonos tenían el mando. El extractivismo fue un modelo que ocurrió en todo el mundo, con dinámicas de saqueo que se han caracterizado en la relación del sur global con los países del norte global.

Mapa del norte global dominante (azul) y el sur global (rojo)

El neo que significa “nuevo” o “reciente” refiere a que este proceso propio del colonialismo se ha perpetuado por el paso del tiempo pero que se ha ido modificando para caber en las políticas actuales, pero sin cambiar su esencia. En la actualidad el neoextractivismo es consecuencia directa de la implementación de las políticas neoliberales del siglo XX y XXI en apoyo a las repúblicas oligárquicas, es decir, que se han constituido repúblicas que solo han satisfecho y beneficiado a aquellas personas con los medios de producción y quienes se encontraban el poder político. 
Ante ello, el neoextractivismo ya no solo se ve ligado al despojo y el saqueo a gran escala de los bienes naturales, sino también a las ventajas comparativas y las oportunidades económicas que emergieron al compás de los diferentes ciclos económicos y del rol del Estado; tomando fuerza y ocultándose en el manto del desarrollo que estas nuevas oportunidades dadas y el papel del Estado se aspira a lograr el desarrollo que el norte global plantea como lo óptimo y deseado. 
Sin embargo, ante esta fase de acumulación y depredación de los bienes naturales y territorios, así como la expansión de zonas de interés, se han abierto disputas políticas, sociales y ecológicas generando resistencia, lucha y movimientos sociales y ecológicos, critica a la destrucción de la biodiversidad, el acaparamiento de tierras y destrucción a los territorios, imprevisto por el imaginario desarrollista dominante. 

## Características
El neoextractivismo es un modelo sociopolítico territorial, es decir, que se puede analizar a diferentes escalas (nacional, regional o local); se caracteriza por basarse en la sobrexplotación de bienes naturales a través de actividades extractivas, como el agronegocio, la minería a gran escala, la explotación de hidrocarburos no convencionales, la industria forestal-pastera y la construcción de megaproyectos de infraestructura (carreteras, gasoductos, termoeléctricas, represas, etc.), la sobreexplotación pesquera o monocultivos forestales.
Otro rasgo refiere al gigantismo o la gran escala, el neoextractivismo busca hacer cualquier proyecto en un “mega”, es decir, que exista una gran inversión de capital, gran flujo de dinero y gran escala de extracción de recursos. Pretende ir por la inversión en megaemprendimientos con capital intensivo con trabajo intensivo; por la intervención de grandes corporaciones transnacionales, creación de megaempresas nacionales y sobre todo destacan los megaproyectos, en donde destacan los empleos temporales sin generar derechos sociales.
Asimismo, el neoextractivismo presenta una determinada dinámica territorial cuya tendencia es la ocupación intensiva del territorio y el acaparamiento de tierras, a través de formas ligadas al monocultivo o monoproducción, una de cuyas consecuencias es el desplazamiento de otras formas de producción (economías locales/regionales), así como de poblaciones.
A diferencia del extractivismo clásico, el neoextractivismo se adapta al contexto global, que recupera herramientas y capacidades institucionales que le brinda el Estado como un actor regulador y de redistribución; no obstante, el Estado no es el megaactor que resuelva los asuntos de fondo, pues en este modelo no se contempla espacios, que hoy en día se dan, pues en una sociedad compleja existen actores de resistencia.

## Fases del Neoextractivismo
Maristella Svampa propone tres fases del neoextractivismo:

### 1. Fase de positividad
Desarrollada entre 2003 y 2008, y 2011, con excepción de la caída del PIB en 2009; dichos años se ven inmersos en iniciativas corporativas, anuncio de nuevos proyectos, renovación de acuerdos, marcos regulatorios y políticas públicas; los resultado de estos proyectos fue respaldado por las estadísticas, pues en América Latina entre 2002 y 2011, la pobreza descendió de 44% a 31.4%, mientras que la pobreza extrema bajó de 19.4% a 12.3%; la Inversión Extranjera Directa (IED) entre 2008 y 2011 presentó un 70% y un 130% más que en 2000 y 2005; el aumento del ingreso al Estado logró la implementación de planes sociales que alcanzaría al 19% de la población. 
El auge económico y la restauración del rol de Estado creó una falsa ilusión que las medidas eran las correctas, alentando al Estado mismo a seguir concediendo proyectos y espacios para su realización, creando un desarrollismo hegemónico, donde se tiene la idea que el desarrollo de cualquier país se tiene que llevar a cabo los mismos procesos extractivistas. Con todo, se fue ignorando y reprimiendo conflictos ligados a las actividades extractivistas por el territorio y el ambiente.

### 2. Multiplicación de los megaproyectos
Los Estados empiezan a implementar en sus Planes Nacionales de Desarrollo los llamados megaproyectos que consistían en actividades extractivistas relacionadas con los recursos de cada país, en los que destacaba la extracción del petróleo, la minería, hidroeléctricas y agronegocio de monocultivos. 
Esta etapa se ve permeada de una abierta confrontación por los territorios de interés para dichas actividades, que a su vez llevó a la multiplicación de las resistencias sociales que empiezan a reconocerse por las naciones, pero los Estados y sus gobernantes aún no estaban dispuestos a renunciar a las riquezas ni enfrentar el problema, por lo que continuaron con la defensa del neoextractivismo mediante el discurso del desarrollo, estigmatizando a toda persona que se opusiera. 

### 3.exacerbación del neoextractivismo
Debido al paso del tiempo, las actividades extractivistas agravan la situación socioambiental, además, que debido al amplio mercado la caída de los precios de las materias primas, los gobiernos creen que la solución es crear aún más macroproyectos que derivan en la explotación del ambiente. 
La falta de reconocimiento de los gobiernos por declive de los procesos hegemónicos empieza a crear crisis económicas pues la inversión a estos macroproyectos ya no reditúan de la misma forma que en el pasado y empieza a haber más perdidas que ganancias; igualmente, los movimientos sociales se encuentran en su auge en contra de estos macroproyectos y el mundo internacional empieza a tomar en cuenta estos casos, creando una protección a las personas que se les pone en alguna situación de vulnerabilidad frente a macro empresas y el Estado mismo.

## El neoextractivismo en América Latina

Mapa de América Latina y los países que conforman la región

Desde tiempos de la conquista, los territorios latinoamericanos han sido objeto de destrucción y de saqueo debido a su riqueza en recursos naturales, la región se fue reconfigurando una y otra vez al calor de los sucesivos ciclos económicos, impuestos por la lógica del capital. 
El proceso neoextractivista como ciclo del profundo y acelerado avance de la expropiación, mercantilización y depredación de los bienes comunes naturales de la región, en tanto estrategia del capital frente a la crisis global de acumulación que signa actualmente al sistema. Siendo los únicos beneficiados las personas que se encuentran el poder y sobre todo el sector empresarial nacional e internacional a través de concesiones que se les va concediendo y con prácticas que van afectando a las poblaciones y el ecosistema; creando en las últimas décadas una nueva ola de saqueo, dependencia y una recolonización. 
En consecuencia, el escenario latinoamericano fue mostrando no sólo un acoplamiento entre neoextractivismo, ilusión desarrollista y neoliberalismo, expresado de manera paradigmática por los casos de Perú, Colombia o México, sino también entre neoextractivismo, ilusión desarrollista y gobiernos progresistas, lo cual trajo como consecuencia la complejización de la relación entre éstos y los movimientos indígenas y socioambientales.

### Desterritorialización y fragmentación territorial
La territorialización es un proceso mediante el cual un grupo se apropia simbólica y materialmente de un determinado espacio, inscribe su identidad, lo dota de significado y lo convierte finalmente en territorio, usando para ello de un variado repertorio de acciones y mecanismos; sin embargo, las actividades extractivistas realizadas principalmente para la exportación representa un gran impacto al territorio y sus significados dentro de la sociedad, aunque muchas veces llevadas a cabo en espacios aislados y alejados de las grandes urbes son las poblaciones locales y rurales las más afectadas, que al no tener la infraestructura ni los medios para combatir se ven inmersos en vulneraciones a sus derechos humanos, pues a su vez, el Estado se ve inmerso y respaldando a quienes realizan estas actividades y usando sus recursos económicos y militares o policiales para protegerlas. 
El neoextractivismo ha sido clave para la fragmentación geográfica, especialmente en las zonas andinas y amazónicas, zonas a las que a los gobiernos ya les costaba reafirmar su presencia homogénea, ahora con la presencia de estas actividades las poblaciones de las zonas se ven vulneradas en servicios de salud o aplicación de justicia; creando un Estado activo que protege actividades extractivistas, pero débil o ausente para protección de derechos de sus pobladores. 
Los enclaves extractivos generan muchas tensiones y contradicciones. En unos casos, los gobiernos asignan bloques de exploración y explotación que ignoran los territorios preexistentes, reconocidos por pueblos indígenas o comunidades campesinas. En otros casos, esos enclaves significan la apertura de zonas remotas o el avance de la frontera agropecuaria, y junto con ella, el ingreso de cazadores furtivos, tala ilegal del bosque, narcotráfico, o contrabando, por lo cual las condiciones de seguridad se deterioran y la violencia aumenta. A su vez, los enclaves extractivos requieren redes de conectividad que permitan la entrada de insumos y equipamientos, y la salida de los productos exportables, lo que a su vez desencadena otros impactos. En algunos grandes emprendimientos se hacen necesarias significativas obras de apoyo en infraestructura o energía (incluso represas hidroecoeléctricas o provisión de gas), las que a su vez generan otros impactos territoriales. 
Los cambios territoriales bajo el extractivismo aunque pueden ser localizados, son profundos, ya que modifican la configuración del espacio, los actores que lo construyen y sus formas de relación. Por ejemplo, tal como afirman Bebbington e Hinojosa Valencia (2007), la minería reestructura la geografía junto a cambios institucionales y una desintegración comunal, y genera otro tipo de relaciones entre los espacios locales y los nacionales e internacionales; por ejemplo, la asignación de áreas protegidas, reformas agrarias o distribución de tierras que muchas veces no se cumplen ni respetan dejando a la población rural en una clara desventaja y situaciones de injusticia. 

### Impacto socio ambientales y conflictos indígena-campesinos
Tanto el extractivismo convencional como el neoextractivismo se ven inmersos en severos impactos sociales y ambientales, que acentúan desigualdades sociales, contaminación y perdida de la biodiversidad como consecuencia de las mismas actividades del extractivismo, aunadas a la falta de cumplimiento de reglamentación básica para que exista el menor impacto; igualmente, muchos países reglamentan como condición a los megaproyectos a que previo a su realización deben cumplir con criterios sobre los impactos ambientales que se tendrán, no obstante, debido a la corrupción en América Latina se aprueban estos proyectos con documentación falsa o incompleta, creando desastres ecológicos muchas veces irreversibles. 
Mientras que en el ámbito social las personas más afectadas son las que ya de por sí se encontraban en situaciones vulnerables como aquellas que habitan en medios rurales, las comunidades indígenas y ciudades pequeñas y medianas. La resistencia indígena-campesina comunitaria se funda en la resistencia ancestral, derechos colectivos y poder comunal; a nivel internacional se incorpora el reconocimiento de los derechos colectivos por medio del Convenio N.º 169 de la Organización Internacional del Trabajo (OIT) que obliga a cada uno de los Estados parte a respetar los derechos sobre las tierras de las comunidades indígenas y pueblos tribales. 
Es importante saber que los pueblos y comunidades indígenas han sido los protectores de la biodiversidad en América Latina, son quienes han sufrido las mayores violaciones a sus derechos humanos en todo este proceso al ser los guardianes de amplios territorios con fines de tradición y cultura, que debido a su cosmovisión de ver la relación del humano con la naturaleza es de protección y armonía, a diferencia del sistema capitalista neoliberal que busca la explotación y extracción de los recursos. 
Ante ello, la movilización de los pueblos campesinos e indígenas ha sido primordial para parar los megaproyectos y proteger el ambiente, a cambio, el Estado los ha estigmatizado, han tenido que huir de sus lugares de origen por persecución política, desplazamientos forzosos de pueblos enteros, represión policiaca y militar, despojo de sus territorios, entre otras acciones que acrecienta la discriminación, pobreza y exclusión social. 